# Amintiri pierdute
Amintiri pierdute (titlul original: în franceză Souvenirs perdus) este un film francez compus din patru sketch-uri, realizat în 1950 de regizorul Christian-Jaque, după o idee originală de Jacques Companeez, protagoniști fiind actorii Edwige Feuillère, François Périer, Danièle Delorme și Bernard Blier.

## Conținut
Film compus din patru schițe: Povestea a patru obiecte găsite:
1. Statuia lui Osiris (Une statue d'Osiris) – le permite celor doi foști iubiți să se întâlnească pentru scurt timp în Ajunul Crăciunului;
2. O coroană funerară (Une couronne mortuaire) – o face pe o tânără să creadă că tânărul ei iubit este mort;
3. Ocravată de blană (Une cravate de fourrure) – este obiectul uciderii unei fete singure, sugrumată de un tânăr care halucinează;
4. O vioară (Un violon) – marchează sfârșitul visului unui polițist de a vedea un cântăreț de stradă cucerind femeia pe care el o râvnea.

## Distribuție

### Sketch-ul nr. 1
- Edwige Feuillère – Florence, manechin care se reîntâlnește cu un vechi iubit
- Germaine Stainval – soția industriașului (la muzeu)
- Odette Barencey – proprietăreasa lui Philippe
- Pierre Brasseur – Philippe, falsul egiptolog, care o reîntâlnește pe Florence
- Maurice Lagrenée – directorul cabaretului
- Maurice Dorléac – directorul hotelului „Régina”
- Maurice Régamey – prietena lui Betty
- André Numès Fils – industriașul care vizitează muzeul
- Jean Ayme – patronul Florencei
- Jacques Courtin – Gaston, soțul lui Betty
- Charles Fawcett – un turist englez
- Paul Faivre – taximetristul care îl ia pe Philippe
- Lee Gordine – un alt turist străin
- Jacques Mauclair – fotograful de modă
- Marcel Rouzé – paznicul muzeului care-l veghează pe Philippe
- Evelyne Salmon – Yvette, fiica Florencei
- Lolita de Silva – Betty, prietena Florencei
- Gaby Basset – cântăreața de cabaret
- Jean Sylvère – ghidul muzeului

### Sketch-ul nr. 2
- Suzy Delair – Suzy Henebey, o fostă amantă a lui Jean-Pierre
- Yolande Laffon – doamna Delagrange, văduva
- François Périer – Jean-Pierre Delagrange, compozitor
- Armand Bernard – Armand, valetul lui Jean-Pierre
- Harry-Max – soțul gelos la fereastră
- Daniel Lecourtois – directorul hotelului
- Marthe Mercadier – Liliane, fata de pe bancă
- Jacques Tarride – Gustave Chartin
- Guy Favières – prietenul din copilărie al defunctului la cimitir
- Georges Bever – directorul pompelor funebre
- Charles Vissières – Michel, fidelul valet
- Louis Vonelly – generalul, o rudă a lui Jean-Pierre
- Maurice Nasil – un văr a lui Jean-Pierre
- Robert Seller – un prieten al defunctului
- Titys – un prieten al defunctului la cimitir
- Roger Vincent – un prieten al defunctului

### Sketch-ul nr. 3
- Danièle Delorme – Danièle, tânăra care vrea să se sinucidă
- Gérard Philipe – Gérard de Narçay, tânărul plecat din azil
- Émile Genevois – vânzătorul de ziare
- Robert Moor – Maître Dalmet, notarul ucis de Gérard
- Franck Maurice – un ofițer de poliție urmărind pe Gérard
- Édouard Francomme – barmanul
- Frédéric Mariotti – bărbatul care descoperă mortul în cabina telefonică
- Jean Ozenne – doctorul Mansart, asasinat de Gérard

### Sketch-ul nr. 4
- Gilberte Géniat – Solange, tânăra văduvă băcaniță
- Gabrielle Rosny – batrâna
- Bernard Blier – polițistul Raoul care o râvnește pe Solange
- Yves Montand – Raoul, cântărețul de stradă
- Henri Crolla – Enrico, chitaristul care îl acompaniază pe Raoul
- Christian Simon – micul Raoul, fiul lui Solange care nu are dar pentru vioară
- Léonce Corne – vânzătorul de bilete de loterie
- Pierre Mondy – agentul, prieten al lui Raoul
- Gabriel Gobin – șeful pompierilor
- Michel Rob – un copil

## Melodii din film
- Tournesol – muzica de Joseph Kosma, text de Jacques Prévert, interpret Yves Montand